# Alchemilla spathulata
Alchemilla spathulata é uma espécie de rosácea do gênero Alchemilla, pertencente à família Rosaceae.